# Sống núi Thái Bình Dương - Nam Cực

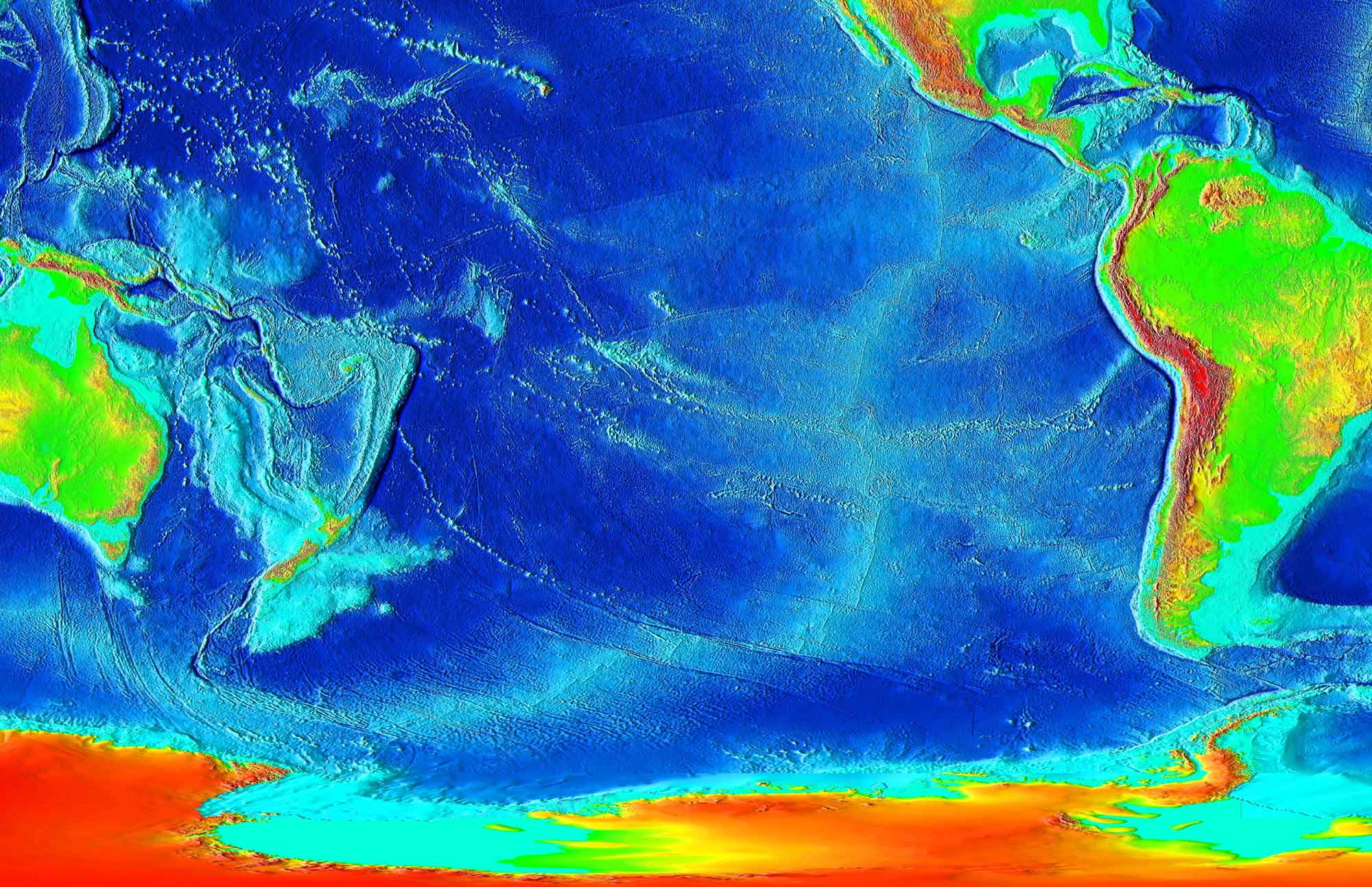
Sống núi Thái Bình Dương - Nam Cực kéo dài về phía nam của đới nâng đông Thái Bình Dương

Sống núi Thái Bình Dương - Nam Cực là một ranh giới mảng tách giãn phát triển trên đáy biển của nam Thái Bình Dương, tách biệt mảng Thái Bình Dương với mảng Nam Cực. Đôi khi, nó được xem như một phần phía nam của đới nâng đông Thái Bình Dương, hay thuộc phía nam của đới đứt gãy Challenger và kéo dài đến nối ba Macquarie nam New Zealand.
Sự kéo dài hướng tây bắc từ sống núi Thái Bình Dương - Nam Cực là một chuỗi các núi dưới bịển gọi là chuỗi núi dưới biển Louisville. Chuỗi này được cho là đã hình thành từ mảng Thái Bình Dương trượt trên điểm nóng Louisville. Điểm nóng Louisville được đặt theo tên của nhà địa chất nổi tiếng đã phát hiện ra nó là George Louis.